# Hannó (212 aC)
Hannó fou un oficial cartaginès enviat per Hanníbal l'any 212 aC amb una força de mil cavallers i mil infants a la defensa de Càpua quan era atacada pels romans.
Segons Titus Livi el general Bostar estava associat amb ell en el comandament. Va fer diverses sortides victorioses però no va poder impedir que el setge romà de la ciutat quedés complet i aviat la gana va aparèixer i la gent va manifestar el seu descontentament. Els cartaginesos van demanar ajut a Hanníbal i aquest que era a Lucània va avançar en direcció a la ciutat ajudat pels cartaginesos de Càpua que van fer alguna sortida, però en conjunt no es va poder fer res. Com que l'atac d'Hanníbal a Roma tampoc va reeixir, la caiguda de la ciutat va ser inevitable. Els campanis de la ciutat van planejar rendir-se als romans entregant la guarnició cartaginesa (211 aC) i així ho van fer. Hannó i Bostar van ser entregats als romans.